# Artale de Luna
Artale de Luna e Ruiz de Azagra, noto semplicemente come Artale de Luna (in spagnolo Artal de Luna y Ruiz de Azagra; ... – post 1421), è stato un nobile, militare e politico spagnolo naturalizzato italiano, conte di Caltabellotta.

## Biografia
Nativo dell'Aragona, era il secondo di tre figli di Fernando Lopez de Luna, 1º signore di Ricla, e della di lui consorte Emilia Ruiz de Azagra, 3ª signora di Villafeliche. Il padre era il figlio naturale del nobile Lope de Luna (figlio a sua volta di Artale de Luna y Urrea, 8º signore di Luna), e fratellastro di Maria de Luna, prima consorte del Re Martino I di Aragona.
Giunto in Sicilia agli inizi del XV secolo, qui contrasse matrimonio dapprima con la nobile Giovanna Peralta d'Aragona, 4ª contessa di Caltabellotta, figlia di Nicola, e morta costei poco dopo il 1399, ottenne in seguito la dispensa e il 17 giugno 1400 sposò la sorella Margherita, erede della Contea di Caltabellotta. Oltre al predetto Stato feudale, il matrimonio con la Peralta gli portò in dote un considerevole patrimonio immobiliare e feudale, quest'ultimo costituito anche dalle terre e dai castelli di Bivona, Gristia e San Bartolomeo, tutti situati nei dintorni di Sciacca, dove il De Luna fissò la propria dimora e in cui vi risiedeva la potente famiglia Perollo. Con quest'ultima famiglia nacquero contrasti poiché Giovanni Perollo, barone di Pandolfina, non aveva dato il consenso alle sue nozze con la Peralta. Il Perollo era stato designato quale sposo di Margherita – di cui era suo pretendente – da parte della nonna paterna di costei, la contessa Eleonora d'Aragona, ma il De Luna grazie all'appoggio della Corona poté compiere il maritaggio con la Peralta.
Dopo la morte di Re Martino, avvenuta nel 1410, il trono della Corona d'Aragona a seguito del Compromesso di Caspe passò al nipote, il principe Ferdinando di Trastámara, figlio della sorella Eleonora, Regina consorte di Castiglia, e il De Luna passò alla fedeltà a questi. Nel 1420 seguì il Re Alfonso V d'Aragona nelle sue spedizioni in Sardegna, in Corsica e per la conquista del Regno di Napoli, in cui si distinse fra i comandanti della flotta aragonese che vi combatté.
Ignota è la data del suo decesso, probabilmente avvenuto dopo il 1421. Francesco Savasta nella sua opera Il famoso caso di Sciacca del 1843 ritiene che il De Luna sia morto il 5 giugno 1412, avvelenato ai bagni per opera di Giovanni Perollo, ma tale data è evidentemente errata, considerata la sua partecipazione alle suddette guerre del 1420-1421.

## Discendenza
Artale de Luna e Ruiz de Azagra, nobile dei signori di Ricla, dal matrimonio con Margherita Peralta d'Aragona, 5ª contessa di Caltabellotta, ebbe due figli, Antonella e Antonio, 6º conte di Caltabellotta.